# كي مارسيلو
كي مارسيلو (بالسويدية: Kee Marcello)‏ هو موسيقي وعازف قيثارة سويدي، ولد في 20 فبراير 1960 في Ludvika ‏ في السويد.

## وصلات خارجية
- الموقع الرسمي
- كي مارسيلو على موقع IMDb (الإنجليزية)
- كي مارسيلو على موقع روتن توميتوز (الإنجليزية)
- كي مارسيلو على موقع ألو سيني (الفرنسية)
- كي مارسيلو على موقع ميوزك برينز (الإنجليزية)
- كي مارسيلو على موقع أول موفي (الإنجليزية)
- كي مارسيلو على موقع أول ميوزيك (الإنجليزية)
- كي مارسيلو على موقع ديسكوغز (الإنجليزية)